# Polynôme d'Abel
En mathématiques, les polynômes d'Abel forment une suite de polynômes dont le n-ième est de la forme
Cette suite de polynômes est de type binomial.

## Propriétés
Fonction génératrice
La fonction génératrice des polynômes d'Abel est :
{\displaystyle \sum _{n=0}^{+\infty }{\frac {A_{n}(x)}{n!}}t^{n}=\exp \left({\frac {t}{a}}W(at)\right)}
où W désigne la fonction W de Lambert.
Identité binomiale
Les polynômes d'Abel vérifient l'identité suivante :
{\displaystyle A_{n}(x+y)=\sum _{k=0}^{n}{\binom {n}{k}}A_{k}(x)A_{n-k}(y)}

## Applications
Les polynômes d'Abel sont fondamentaux dans le calcul ombral, dans la mesure où on peut montrer que tous les polynômes de type binomial peuvent être exprimés à partir des polynômes d'Abel.